# Moggallana I
Moggallana I fou rei d'Anuradhapura (Sri Lanka) del 497 al 515. Era fill de Dathusena i va succeir al seu germà Kassapa que havia usurpat el tron (que corresponia a Moggallana en raó de que la seva mare era reina principal mentre la mare de Kassapa era una dona Pallava de l'ïndia, esposa secundària i de casta menys elevada) 
Mogallana va derrotat Kassapa al camp de batalla, el va incinerar al mateix lloc i després es va dirigir cap a Anuradhapura on va fer una entrada triomfal als jardins de Mahamega on fou rebut pel sacerdot cap del Maha Vihara, al qual el rei va oferir el para-sol reial com a símbol de submissió de la corona a la religió. Després va anar als temples de Abhayagiri i Jetawana on va saludar als monjos i finalment va entrar a palau per començar a governar. Primer va prendre venjança contra tots els que havien donat suport al seu germà: un miler de persones foren executats i a altres se'ls va tallar el nas o les orelles. Després d'això el seu comportament fou més moderat i es diu que es va asserenar al escoltar els discursos de Buda que li llegien els monjos.
Cada any es va donar almoines el dia de la lluna plena del mes de Phussa (gener i febrer), una pràctica que s'ha observat des de llavors a l'illa. Va permetre a Migara, el comandant en cap de Kassappa celebrar la festa de la dedicació de la Abhiseka Jina segons el seu desig; va convertir la fortalesa de Sigiriya en un vihara que fou atorgada al seu besoncle Mahanama. Va construir un convent anomenat Rajini i el va donar a les germanes de Sagilika. Va reconstruir el temple d'Attanagalla - que va ser originalment de cinc plantes i s'havia ensorrat a terra - que fou ara de tres plantes d'alçada i va afavorir en general als monjos.
Fou el fundador de la marina al país i va establir una força naval per protegir les costes de invasions exteriors. Va instaurar mesures de disciplina entre els monjos o va reforçar les existents.
Un esdeveniment important fou el retorn del monjo Silakala, que l'havia acompanyat a l'Índia en la seva fugida, i portava un cabell de Buda (el Kesa Dhatu); la relíquia va tenir una gran recepció i el portador Silakala va rebre en agraïment amb la pròpia germana del rei com promesa amb una dot considerable. El detalls de la relíquia són barrats al Kesadatuvansa. Fou posada en un recipient de gran valor i depositat en un edifici on se li feren ofrenes; més tard el rei li va dedicar un nou recipient, un para-sol, un petit pavelló amb gemmes, estàtues de Sariputra i de Moggallana com a deixebles de Buda principals i una bata de rang.
Va morir després de 18 anys de regnat i el va succeir el seu fill Kumara Dathusena (Kumaradatusena o Kumara Das).